# 정서경 (가수)
정서경(1988년 ~)은 대한민국의 가수다.

## 방송
- 스타 오디션 위대한 탄생 2 - Top8 (8위)

## 음반
- '위대한 탄생 시즌2' 멘토스쿨 Part.2 (윤일상편) (2011)
- '위대한 탄생 시즌2' TOP12 (위대한 명곡 Old & New) (2012)
- '위대한 탄생 시즌2' TOP10 (Love Song) (2012)
- '위대한 탄생 시즌2' TOP8 (K-POP) (2012)

### 미드나잇부스터
- 바닐라스카이 (2017)
- Midnight (2017)